# André Bosson
André François Bosson (ur. 23 sierpnia 1941 w Genewie, zm. 23 kwietnia 2025) – szwajcarski piłkarz występujący na pozycji pomocnika oraz trener.

## Kariera klubowa
Bosson rozpoczął seniorską karierę w 1959 roku w trzecioligowym zespole Étoile Carouge FC. W 1960 roku przeszedł do pierwszoligowego Servette FC. W nowej lidze zadebiutował 21 sierpnia 1960 w wygranym 4:1 meczu z FC Fribourg i strzelił wówczas gola. W sezonach 1960/1961 oraz 1961/1962 zdobył z Servette mistrzostwo Szwajcarii. Z kolei w sezonie 1965/1966 dotarł z tym zespołem do finału Pucharu Szwajcarii (porażka 1:2 z FC Sion).
W trakcie sezonu 1965/1966 odszedł do ligowego rywala, FC Sion. Następnie grał w zespole Lausanne Sports, z którym wywalczył wicemistrzostwo Szwajcarii w sezonie 1968/1969. W 1969 roku wrócił do Servette, a w sezonie 1970/1971 zwyciężył z nim w rozgrywkach Pucharu Szwajcarii. W latach 1973–1974 występował w trzecioligowym Meyrin FC, po czym zakończył karierę.
W lidze szwajcarskiej rozegrał 258 spotkań i zdobył 64 bramki.

## Kariera reprezentacyjna
W reprezentacji Szwajcarii Bosson zadebiutował 3 listopada 1963 w przegranym 0:2 towarzyskim meczu z Norwegią, a 11 listopada 1963 w zremisowanym 2:2 towarzyskim pojedynku z Francją strzelił swojego jedynego gola w kadrze. W latach 1963–1969 w drużynie narodowej rozegrał cztery spotkania.

## Kariera trenerska
W swojej karierze trenerskiej prowadził zespoły Meyrin FC oraz CS Chênois. Chênois poprowadził w 28 meczach pierwszej ligi szwajcarskiej w sezonie 1977/1978.